# Camouflage (banda)
Camouflage es un grupo de synthpop alemán formado en 1983.

## Historia
Heiko Maile, Oliver Kreyssig y Marcus Meyn formaron el grupo "Licenced Technology" en 1983, cambiando luego su nombre a "Camouflage", el cual está inspirado en una canción de Yellow Magic Orchestra, que posee el mismo nombre. La primera aparición en vivo tuvo lugar en 1984, y un año después grabaron dos demos en casetes. En 1986 Camouflage resultó ganador en un programa radial caza-talentos y grabaron "The Great Commandment". El álbum debut, "Voices & Images", fue editado en marzo de 1988 y en diciembre "The Great Commandment" alcanzó el puesto # 1 en el Billboard Dance Charts en tres ocasiones distintas. Ese mismo año firmaron contrato con la discográfica norteamericana Atlantic y "Voices and Images" salió a la venta en USA. 
En 1989 lanzaron el segundo disco, "Methods of Silence", y el simple "Love is a Shield" alcanzó el puesto # 9 en los charts alemanes, permaneciendo allí por más de seis meses consecutivos. "Methods of Silence" fue editado en más de 20 países alrededor del mundo, y desde ese año "Love is a Shield" ha permanecido en rotación en las estaciones de radio más importantes. En 1990 Oliver Kreyssig deja el grupo por motivos personales.
En 1991 Heiko y Marcus graban el tercer álbum, "Meanwhile", junto al productor Colin Thursten, conocido por sus trabajos con David Bowie, Talk Talk y Duran Duran. Sorpresivamente el disco incluye percusiones reales e instrumentos convencionales ejecutados por músicos invitados. Siguen los discos "Bodega Bohemia" (1993) y "Spice Crackers" (1994). Oliver Kreyssig, miembro original del grupo, se reincorporó oficialmente a Camouflage en 1999.
En 2001 reeditaron el clásico "The Great Commandment" en una versión "2.0". Las voces fueron regrabadas; la música fue producida por el trío londinense Toy, y las partes de batería ejecutadas por Christian Eigner (músico soporte en vivo de Depeche Mode). Durante el mismo año se presentan en el festival "Wave-Gotik-Treffen" en Leipzig. El álbum "Sensor" fue editado en 2003, año en el que iniciaron el Sensor Tour a través de Alemania, toda Europa del Este, y Rusia; y que se extendió durante todo el 2004.
A más de tres años del genial 'Sensor', llega el nuevo álbum de estudio, 'Relocated', con un trabajo sobrio y una clara evolución hacia un sonido electrónico más actual. Bajo producción propia, el disco cuenta con excelentes bases electrónicas, sintetizadores y guitarras: elementos característicos del grupo. De este álbum se desprenden los simples 'Motif Sky', 'Something wrong' y 'The Pleasure Remains'; y baladas como 'Bitter Taste' y 'How Do You Feel?'.

## Discografía

### Álbumes
- 1988:  Voices & Images
- 1989:  Methods Of Silence
- 1991:  Meanwhile
- 1993:  Bodega Bohemia
- 1995:  Spice Crackers
- 1997:  We Stroke The Flames: Best Of Camouflage
- 2001:  Rewind - The Best Of 85-87.
- 2003:  Sensor
- 2006:  Relocated
- 2007:  Archive #1
- 2009:  Live in Dresden
- 2009:  Spice Crackers Remix Archive
- 2014:  The Singles
- 2014:  The Box 1983 - 2013
- 2015:  Greyscale

### Sencillos
- 1987:  The Great Commandment
- 1988:  Neihtbours
- 1988:  Stranger Thoughts
- 1988:  That Smiling Face
- 1989:  Love is a Shield
- 1989:  One Fine Day
- 1991:  Heaven (I Want You)
- 1991:  This Day
- 1993:  Close (We Stroke The Flames)
- 1993:  Jealousy
- 1993:  Suspicious Love
- 1995:  Bad News
- 1996:  X-Ray
- 1997:  Love Is A Shield 97´
- 1999:  Thief
- 2001:  The Great Commandment 2.0
- 2003:  Me And You
- 2003:  I Can't Feel You
- 2006:  Motif Sky
- 2006:  Something Wrong
- 2007:  The Pleasure Remains
- 2015:  Shine
- 2015:  Count On Me